# Achiemore (Durness, Sutherland)
Achiemore is een dorp aan de oevers van Balnakeil Bay in Sutherland in de Schotse Hooglanden in de buurt van Durness.

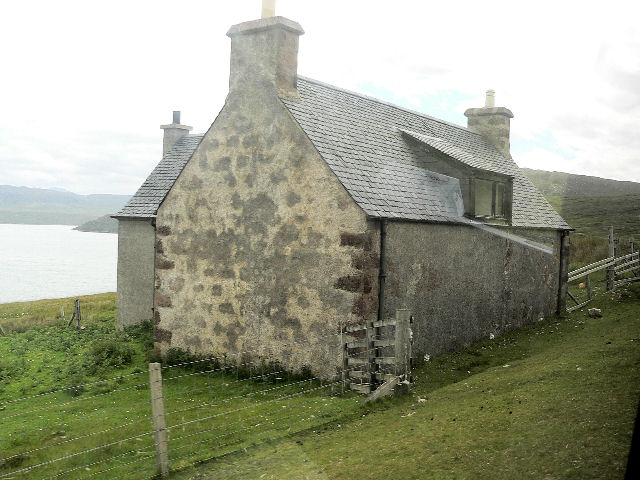
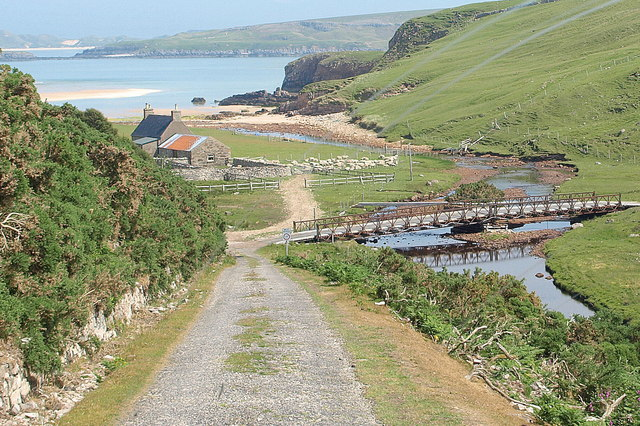